# Tom Clancy’s Splinter Cell (книга)
Tom Clancy’s Splinter Cell — шпионский боевик, детективный роман от первого лица, созданный на основе серии видеоигр Splinter Cell от Тома Клэнси. Первые два романа написаны Рэймондом Бенсоном под псевдонимом Дэвид Майклз, однако в 2006 году Рэймонд Бенсон заявил, что он закончил работу над вторым романом Tom Clancy’s Splinter Cell: Operation Barracuda и что следующие книги будут написаны под тем же псевдонимом, но уже другими авторами. Слоган: Свобода имеет свою цену. Один человек платит за неё. Вскоре после своей публикации в декабре 2004 года издание продержалось 3 недели в списке бестселлеров New York Times. Оно также попало в список бестселлеров Wall Street Journal в мягкой обложке.

## Сюжет
Сюжет является сиквелом — прямым продолжением первой игры и напрямую с ней связан, продолжая сюжетную линию Сэма Фишера в марте-июне 2005 года, когда он исследует террористическую группировку под названием «Тени» и связанную с ней организацию по торговле оружием под названием «Магазин», по пути сталкиваясь с «Триадой». Члены «Магазина» используют инсайдерскую информацию, чтобы попытаться ликвидировать активных членов «Третьего эшелона», включая Сэма Фишера, предприняв попытку похищения его дочери Сары. Сэм узнает об этом слишком поздно и в последний момент отправляется спасать родную дочь.